# Aethecerus longulus
Aethecerus longulus là một loài tò vò trong họ Ichneumonidae.